# 歸昌世

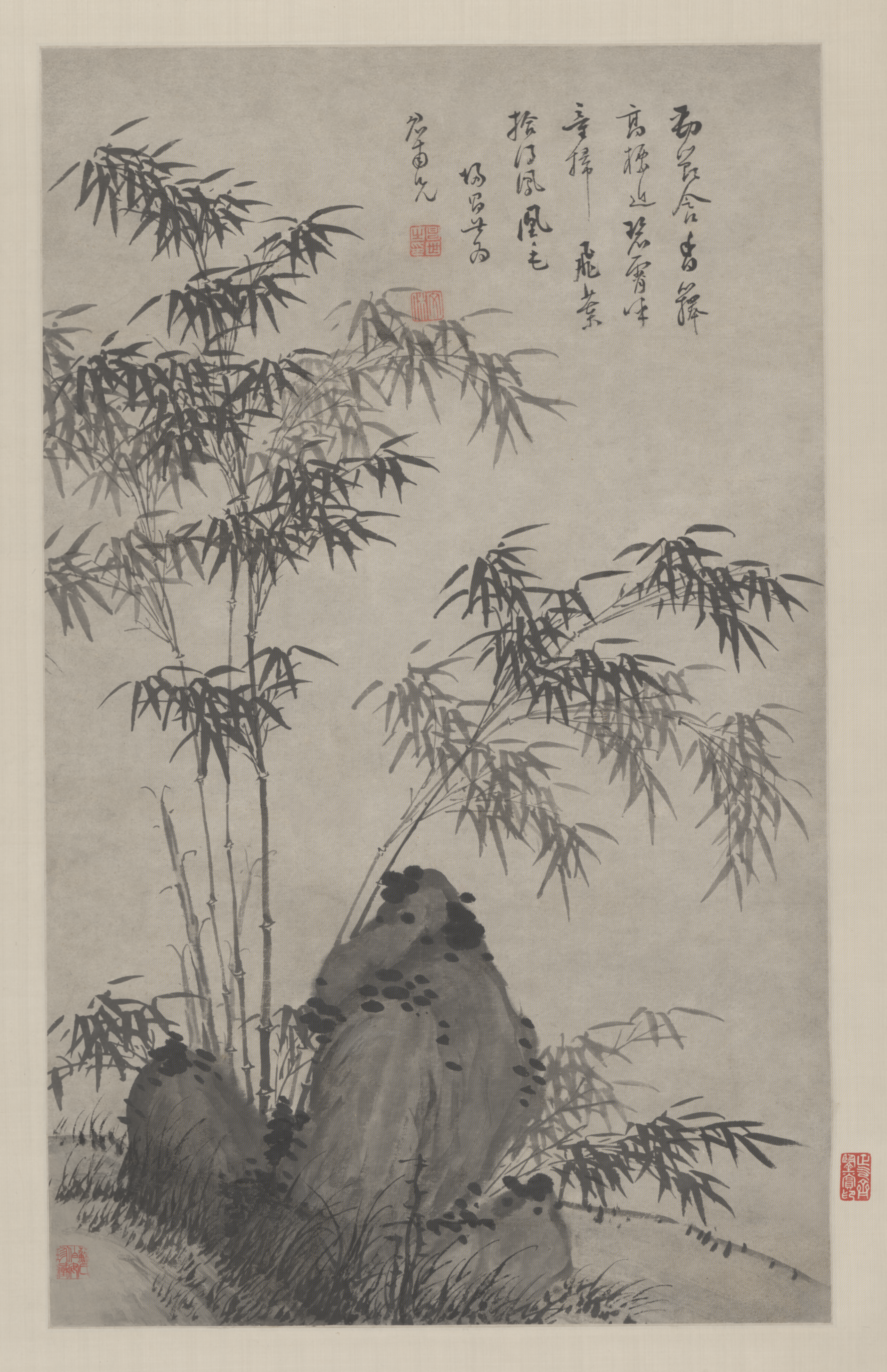
归昌世绘《劲节含香竹石图》（北京故宫博物院藏）

歸昌世（1573年—1645年），字文休，号假庵，江苏昆山人。
歸有光之孫。萬曆元年（1573年）生。移居常熟。早歲聰穎，十歲能作詩。明末諸生。萬历四十年（1616年）在里與张大复、顧咸正结雪堂社。與李流芳、王志堅称为昆山三才子，善繪畫，以畫蘭竹名於時。善草书，兼工篆刻。张灏稱其篆刻与文彭、王梧林鼎足而三。朱簡将其歸入三桥派。崇禎末年，以待詔徵，不赴。次子歸昭與三子歸繼登相繼死於清兵之手。順治二年（1645年）悒悒而死。有《假庵詩草》傳世。有子歸莊。